# Pino Lancetti
Pino Lancetti (* 27. November 1928 in Bastia Umbra; † 7. März 2007 in Rom) war ein italienischer Modeschöpfer und Designer.

## Leben und Werk
Lancetti, den man auch Schneider-Maler (Il sarto pittore) nannte, studierte an der Kunstakademie San Bernardino di Betto in Perugia und hatte als Modeschöpfer sein Debüt 1961 in Florenz. Seine Kreationen, die er gerne mit Motiven berühmter Maler verzierte, wurden vor allem in Italien und Japan gefeiert. Im Jahr 2000 gab er in Rom sein letztes Defilee, verkaufte anschließend sein Modeunternehmen und widmete sich seiner zweiten Passion, der Malerei.

## Auszeichnungen
Für sein Lebenswerk wurde Lancetti im Jahr 2000 bei der Alta-Moda in Rom mit einem Preis geehrt.

## Weblink
- Fashion Houses Lancetti (englisch)